# Lycomorphodes strigosa
Lycomorphodes strigosa là một loài bướm đêm thuộc phân họ Arctiinae, họ Erebidae.